# Maximilian Joseph Gritzner
Maximilian Joseph Gritzner (Völkermarkt, 13 de outubro de 1794 — Heidelberg, 27 de agosto de 1872) foi um industrial alemão nascido na Áustria.
Estudou direito em Viena, de 1819 a 1822. De 1822 a 1825 estudou na Academia de Mineração de Banská Štiavnica. De 1825 a 1831 foi professor honorário no Tirol, de 1826 a 1828 em Liubliana, de 1828 a 1829 em Eisenerz (Steiermark), e desde 1829 em Salzburgo.
Gritzner foi membro do Parlamento de Frankfurt, de 1848 a 1849. Tendo participado da insurreição vienense de 1849, foi preso. No ano seguinte inigrou para os Estados Unidos.
Retornou na década de 1860 juntamente com seu filho Max Carl Gritzner. Ambos fundaram em Durlach a Fábrica de Máquinas Gritzner.